# Сунджо
Сунджо (кор. 순조, 純祖, Sunjo) — 23-й ван корейского государства Чосон, правивший с 18 августа 1800 по 13 декабря 1834 года. Имя — Кон (кор. 공, 玜, Gong). Второе имя — Конбо.
Посмертные титулы — Сонхё-тэван, Сук-хвандже.

## Жизнеописание
Будущий король Кореи Сунджо, до восшествия на трон известный как Его Королевское высочество принц Гонг, был вторым сыном короля Чонджо от его наложницы, госпожи Субин. В 1800 году король Чонджо умер, и Сунджо наследовал трон (его старший брат, наследный принц Муньо, умер ещё до своего отца). В 1802 году он женился на будущей королеве Сунвон, дочери Ким Джо-суна, который был лидером клана андонских Кимов. Поскольку Сунджо было только 10 лет, когда он поднялся на трон, королева Джонсун, вторая супруга покойного Короля Ёнджо из клана Кимов из Гьенджу, управляла государством как регентша. Самостоятельное правление вана Сунджо отметилось учащением гонений католиков, которые иногда заканчивались казнями. Несмотря на то, что король умер в возрасте всего 44 лет, к этому времени он уже успел обзавестись внуками, один из которых — Хонджон, рано потерявший отца — стал будущим преемником своего деда на корейском троне.
Внешняя политика
1809 году в Цусиме корейским посланникам сообщают, что следующая дипломатическая миссия будет проходить только до Цусимы, а не до Эдо. 
1811 году Сунджо направил свое посольство в Японию. Целью корейского посольства была возобновить традиционные отношения с Японией. Но корейское посольство, во главе Ким Икё, посетило остров Цусима, который передал правителю этого острова Со Ёсикацу (1785—1812) поздравление для Токугаве Иэнари в связи с назначением его новым сёгуном. Последующих сёгунов с вступлением в должность уже не поздравляли.